# Morzeszczyn (gromada)
Morzeszczyn – dawna gromada, czyli najmniejsza jednostka podziału terytorialnego Polskiej Rzeczypospolitej Ludowej w latach 1954–1972.
Gromady, z gromadzkimi radami narodowymi (GRN) jako organami władzy najniższego stopnia na wsi, funkcjonowały od reformy reorganizującej administrację wiejską przeprowadzonej jesienią 1954 do momentu ich zniesienia z dniem 1 stycznia 1973, tym samym wypierając organizację gminną w latach 1954–1972.
Gromadę Morzeszczyn z siedzibą GRN w Morzeszczynie utworzono – jako jedną z 8759 gromad na obszarze Polski – w powiecie tczewskim w woj. gdańskim na mocy uchwały nr 25/III/54 WRN w Gdańsku z dnia 5 października 1954. W skład jednostki weszły obszary dotychczasowych gromad Morzeszczyn, Dzierżążno, Królów Las i Rzeżęcin (bez miejscowości Rzeżęcin-Pole) ze zniesionej gminy Morzeszczyn w tymże powiecie. Dla gromady ustalono 16 członków gromadzkiej rady narodowej.
1 stycznia 1958 do gromady Morzeszczyn włączono obszar zniesionej gromady Nowa Cerkiew w tymże powiecie.
31 lipca 1968 do gromady Morzeszczyn włączono obszar zniesionej gromady Gąsiorki w tymże powiecie.
Gromada przetrwała do końca 1972 roku, czyli do kolejnej reformy gminnej. 1 stycznia 1973 w powiecie tczewskim w woj. gdańskim reaktywowano zniesioną w 1954 roku gminę Morzeszczyn (od 1999 w woj. pomorskim).